# جيغاتشي
جيغاتشي هي بلدة في مقاطعة قرة قول في ولاية بخارى في أوزبكستان.